# Robert Overmyer
Robert Franklyn Overmyer (Lorain, 14 de julho de 1936 – Duluth, 22 de março de 1996) foi um astronauta e piloto de testes norte-americano, falecido em acidente aéreo durante o teste de uma aeronave civil.

## Biografia
Formado em física e engenharia aeronáutica, Overmyer entrou para o Corpo de Fuzileiros Navais dos Estados Unidos em janeiro de 1958, onde serviu como piloto naval até meados da década de 1960, quando cursou a Escola de Piloto de Teste da Força Aérea, na base de Edwards, Califórnia, famosa por preparar os principais pilotos te teste norte-americanos e que depois se tornam astronautas. Em 1966, ele foi escolhido para o programa espacial da força aérea, que visava colocar em órbita um laboratório tripulado (MOL). Com o cancelamento deste programa em 1969, ele entrou para a NASA.
Suas primeiras funções na agência espacial foram ligadas a tarefas de desenvolvimento de engenharia do programa Skylab, entre 1969 e 1971, quando passou a fazer parte da tripulação de apoio da missão Apollo 17, a última missão a ir à Lua. Entre 1973 e 1975, atuou na equipe de apoio em Terra no programa espacial conjunto Apollo-Soyuz e foi o responsável pelas comunicações com a Apollo direto do centro de controle em Moscou, União Soviética. Em 1976, foi designado para a equipe de astronautas de testes do projeto do ônibus espacial e foi o responsável pelo acompanhamento, por parte da equipe de astronautas, do final da construção da Columbia e seu transporte para Cabo Kennedy, para seu primeiro voo em 1981.
Overmyer foi ao espaço como piloto da missão STS-5 da Columbia, o primeiro voo inteiramente operacional da aeronave, em 11 de novembro de 1982, junto com a primeira tripulação de mais de dois homens, com os astronautas Vance Brand, Joseph Allen e William Lenoir e a primeira a lançar no espaço dois satélites de comunicação a partir de seu compartimento de carga. Em abril de 1985 ele voltou à órbita, como comandante da missão STS-51-B Challenger, para experiências no Spacelab, à frente de uma tripulação de seis homens. 
Em 1986, aos cinquenta anos, retirou-se da NASA e dos Marines, passando a trabalhar apenas como piloto de testes civil. Foi nesta função que veio a falecer em 22 de março de 1996, num acidente durante o teste com um pequeno avião Cirrus VK-30, na cidade de Duluth, no estado de Minnesota.